# 九间房乡 (蓝田县)
九间房乡是中国陕西省西安市蓝田县下辖的一个乡。

## 行政区划
九间房乡下辖以下行政区：
九间房村、小寨村、街子村、漫道村、冯家湾村、了子河村、葫芦岔村、柿园子村、峪口村、山胡村、田家村、朝峰村、桐花沟村、公王村、下大寨村、上寨村、穆家堰村、张家坪村、韩家坪村、魏家沟村、何家川村、油房坪村、李家坪村、铜鹅村、流峪寺村